# Irland i olympiska vinterspelen 2010
Irland deltog i Olympiska vinterspelen 2010 i Vancouver, Kanada med en trupp på 6 aktiva fördelat på fyra sporter. Inga medaljer vanns.

## Uttagna till OS-truppen
| Namn                    | Kön | Sport                       |
| ----------------------- | --- | --------------------------- |
| Kirsty McGarry          | D   | Alpin skidåkning (2 aktiva) |
| Shane O’Connor          | H   | Alpin skidåkning (2 aktiva) |
| Aoife Hoey Clare Bergin | D   | Bob (2 aktiva)              |
| Peter-James Barron      | H   | Längdskidor (1 aktiv)       |
| Patrick Shannon         | H   | Skeleton (1 aktiv)          |